# Kamau Stokes
Kamau Thutmoses Stokes (Baltimore, Maryland, 26 de septiembre de 1995) es un baloncestista estadounidense que pertenece a la plantilla de Steaua București de la Liga Națională de Rumania. Con 1,83 metros de estatura, juega en la posición de base.

## Trayectoria deportiva

### Universidad
Jugó cuatro temporadas con los Wildcats de la Universidad Estatal de Kansas, en las que promedió 10,4 puntos, 2,7 rebotes 3,5 asistencias y 1,1 robos de balón por partido. Acabó como uno de los tres únicos jugadores de la historia de los Wildcats, junto a Jacob Pullen y Steve Henson, en alcanzar al menos los 1000 puntos, 200 triples, 400 asistencias y 100 robos de balón.

### Profesional
Tras no ser elegido en el Draft de la NBA de 2019, firmó su primer contrato profesional en agosto con los Polpharma Starogard Gdański de la liga polaca, pero solo disputó doce partidos antes de dejar el equipo en diciembre, en los que promedió 16,8 puntos y 4,7 asistencias.
A finales de enero de 2020 fichó por el Science City Jena de la ProA, el segundo nivel del baloncesto alemán, con los que disputó seis partidos antes del parón por el coronavirus, en los que promedió 9,0 puntos y 1,8 asistencias.
En la temporada 2020-21, firma por dos temporadas con el Norrköping Dolphins de la liga sueca.
En la temporada 2022-23, firma por el Basketball Nymburk de la NBL, la primera categoría del baloncesto checo.
En enero de 2025 fue fichado por Gimnasia y Esgrima de Comodoro Rivadavia de la Liga Nacional de Básquet de Argentina. Sin embargo dejó el equipo tras jugar 6 partidos y, al mes siguiente, se unió al Steaua București de la Liga Națională de Rumania.